# Forráspont (film, 1990)
A Forráspont (eredeti címén, japánul 3-4X10月 (Szan tai jon ekkuszu dzsúgacu)) egy 1990-ben bemutatott japán film Kitano Takesi rendezésében.

## Cselekmény
|  | Alább a cselekmény részletei következnek! |

Maszaki egy benzinkúton dolgozó alkalmazott, aki egy amatőr baseballcsapatnak is tagja, de sem a bázislabda, sem a munka nem megy neki jól. Kezdetben barátnője sincs, de egyszer minden előzmény nélkül hirtelen összejön egy csinos pincérlánnyal, Szajakával. A csapat edzőjét megtámadja egy ellenséges jakuzabanda, amiért Maszaki bosszút tervez, és úgy dönt, Okinavára utazik fegyverekért. Vele tart a csapat egy másik játékosa, Kazuo is.
Okinaván megismerkednek egy ottani maffiacsoporttal, amelyet az igen furcsán viselkedő Uehara vezet, aki nem riad vissza a nők elleni erőszaktól és egyik barátja ujjának levágásától sem. Ennek ellenére Maszakival barátságot kötnek, együtt mulatnak és játszanak a tengerparton, majd fegyvereket is szereznek. Uehara egy virágcsokorba rejtett géppisztollyal lemészárolja egy ellenséges jakuzaszervezet vezetőit, Maszaki és társa pedig egy pisztollyal visszatér Tokióba. Amikor azonban odamennek ellenségeik irodaépületéhez, a pisztoly nem sül el, és miközben szerencsétlenkednek a fegyverrel, megtámadják őket. Maszaki elmenekül, és egy végső tervet eszel ki. Egy benzinnel megtöltött tartálykocsiba ül be hűséges barátnőjével, és öngyilkos módon belerohannak az ellenséges épületbe, amely felrobban.
A film ugyanazzal a jelenettel végződik, mint ahogy kezdődik: Maszaki egy baseballedzés közben a sötét vécében ül, majd kilép onnan. Ezáltal a nézőnek az az érzése támad, hogy az egész történet csak egy álom volt.
|  | Itt a vége a cselekmény részletezésének! |

## Szereplők
- Janagi Júrei ... Maszaki
- Dankan ... Kazuo
- Isida Juriko ... Szajaka
- Kitano Takesi ... Uehara
- Gadarukanaru Taka ... Igucsi

## Díjak és jelölések
| 1991 | Japán akadémiai díj              | Legjobb szerkesztés                  | Tanigucsi Tosio | Jelölés  |
| 1991 | Torinói nemzetközi filmfesztivál | Külön említés játékfilm kategóriában |                 | Elnyerte |
| 1991 | Torinói nemzetközi filmfesztivál | Legjobb játékfilm                    |                 | Jelölés  |